# Scuderia Ferrari Race 2013
Scuderia Ferrari Race 2013 es un videojuego de carreras con licencia de la Scuderia Ferrari desarrollado por ALife Studios y publicado por Artificial Life para iOS. Fue lanzado el 27 de marzo de 2013.

## Jugabilidad
Es un juego de carreras de Fórmula 1 con el equipo de la Scuderia Ferrari y se participa en el Campeonato Mundial de Fórmula 1.
El jugador puede elegir ser uno de los pilotos de F1, Fernando Alonso o Felipe Massa. Se conduce el Ferrari F138, el monoplaza de la temporada 2013 de Fórmula 1, se recorren recorridos en 3D por todo el mundo en el torneo de carreras más importante del mundo. Se puede competir con amigos u otros jugadores por el campeonato y compartir los récords en las tablas de clasificación en línea. O desafiarse a sí mismo, competir contra el reloj y registrar los mejores tiempos de vuelta.
El juego cuenta con 6 pistas en China, Alemania, Brasil, Estados Unidos, Italia y Mónaco. Sesiones de práctica y carreras de clasificación de temporada. Desafío de parada en boxes para probar el tiempo de reacción del jugador. Modo multijugador a través de Bluetooth. Carreras personalizables con varias pistas, modos de juego, clima y esquemas de control. Sincronización con Facebook y Twitter para compartir el progreso con amigos.